# Saint-Ange-le-Viel
Saint-Ange-le-Viel település Franciaországban, Seine-et-Marne megyében. Lakosainak száma 232 fő (2018. január 1.). Saint-Ange-le-Viel Flagy, Lorrez-le-Bocage-Préaux, Thoury-Férottes és Villemaréchal községekkel határos.

## Népesség
A település népessége az elmúlt években az alábbi módon változott:
| Lakosok száma | 231  | 234  | 238  | 235  | 232  |
|               | 2013 | 2015 | 2016 | 2017 | 2018 |